# Vassili Ivantchouk
Vassili Mikhaïlovitch Ivantchouk (en russe : Василий Михайлович Иванчук) ou Vassyl Mykhaïlovytch Ivantchouk (en ukrainien : Василь Михайлович Iванчук) est un joueur d'échecs soviétique puis ukrainien né le 18 mars 1969 à Berejany, en République socialiste soviétique d'Ukraine. Grand maître international (GMI), il est considéré comme l'un des joueurs les plus brillants de sa génération, dont les résultats font cependant preuve d'irrégularité, en raison principalement de son extrême nervosité dans les moments cruciaux. Il a été champion du monde de blitz, champion du monde de parties rapides, champion d'Europe et  finaliste du championnat du monde de la Fédération internationale des échecs 2001-2002. Il est parfois surnommé Chucky.
Vassili Ivantchouk est capable de jouer n’importe quelle ouverture, ce qui donne parfois à ses adversaires des difficultés à se préparer ; il a un répertoire d'ouvertures encyclopédique. Son principal défaut n'est pas échiquéen, mais plutôt dû à une certaine fragilité mentale. Son niveau réel se situe donc encore au-dessus de ses résultats déjà très bons réalisés en parties officielles. Il est de fait souvent, pour beaucoup d'amateurs d'échecs et d'historiens, à l'instar de joueurs comme David Bronstein ou Akiba Rubinstein, considéré comme l'un des plus forts joueurs n'ayant pas été champion du monde,.
Au 1er mai 2025, il est le 82e joueur mondial et le 3e joueur ukrainien avec un classement Elo de 2644 points. Son meilleur classement Elo a été de 2 787 en octobre 2007, qui lui a permis d'occuper son meilleur classement mondial : 2e joueur au monde.

## Carrière

### Débuts aux échecs: champion d'Europe junior et grand maître international

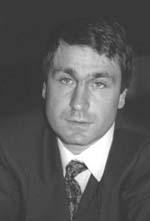
Vassili Ivantchouk

Fils d'un père juriste et d'une mère physicienne, Ivantchouk apprit les règles du jeu à l'âge de 6 ans.
En 1985, il remporte le championnat junior d'URSS et occupe la 3e place du championnat d'Ukraine, ce qui le qualifie pour le championnat d'Europe d'échecs junior disputé à Groningue en 1986-1987, qu'il remporte.
Il obtient sa première norme de GMI en gagnant l’Open de New York 1988 avec un score de 7,5/9. Il termine premier, ex æquo avec trois autres joueurs, du championnat du monde d'échecs junior à Adélaïde en 1988. Il est classé deuxième au départage (nombre de parties gagnées) derrière Joël Lautier. Il obtient le titre de Grand maître international cette même année 1988.

### 1989 à 1999: victoires dans les tournois de Linares, Tilbourg et Wijk aan Zee
En 1989, Ivantchouk devance Anatoli Karpov pour remporter pour la première fois de sa carrière, à 19 ans, le prestigieux tournoi de Linares, puis il finit deuxième du tournoi de Reggio d'Émilie 1989-1990, devant Anatoli Karpov, et vainqueur en 1990 du Tournoi de Tilbourg, ex æquo avec Gata Kamsky.
Ivantchouk atteint une renommée internationale par sa nouvelle victoire au tournoi de Linares en 1991. Quatorze joueurs y participent, huit d’entre eux classés dans le top 10 mondial — parmi lesquels Garry Kasparov — les autres faisant partie des 50 meilleurs joueurs mondiaux. Ce fut très serré entre Ivantchouk et Kasparov, mais Ivantchouk gagna avec un demi-point d’avance, et remporta la partie qui l’opposa à Kasparov lors de ce tournoi. Fait remarquable qui fait sensation à l'époque, il bat également Anatoli Karpov, devenant ainsi le premier joueur de l'histoire à battre dans un même tournoi les deux joueurs qui dominent sans partage le monde des échecs à l'époque.
Il finit premier du tournoi d'échecs de Horgen (PCA Crédit suisse Masters) en 1995, ex æquo avec Vladimir Kramnik  et devant Garry Kasparov (cinquième).
Ivantchouk est vainqueur du tournoi de Wijk aan Zee en 1996 et il remporte pour la troisième fois le tournoi de Linares en 1995 (après 1989 et 1991). Un des dix meilleurs joueurs du monde dès 1988, il continue pourtant à jouer dans des tournois opens.

### Tournois interzonaux et matchs des candidats (1990-1993)
En 1990, Ivantchouk finit premier du tournoi interzonal de Manille, avec 9 points sur 13 (6 victoires, 6 nulles et une défaite), ex æquo avec Boris Guelfand. L'année suivante (1991), il dispute le cycle des matchs des candidats au titre de champion du monde. Il élimine Leonid Youdassine (+4 =1) en match préliminaire, avant que sa nervosité le perde dès les quarts de finale contre Arthur Youssoupov dans un match à rebondissements (+2 -2 =4) et après une prolongation (-1 =1).
Lors du tournoi interzonal de Bienne en 1993, il finit avec 8 points sur 13 (trois victoires et dix parties nulles) à la quatorzième place. Seuls les dix premiers étaient qualifiés pour le tournoi des candidats de la FIDE.

### Finaliste du championnat du monde FIDE 2002
| Année(s)  | Lieu                             | Résultat                            | Ultime(s) adversaire(s) | Adversaires battus                                                                                 |
| --------- | -------------------------------- | ----------------------------------- | ----------------------- | -------------------------------------------------------------------------------------------------- |
| 1997      | Groningue                        | deuxième tour                       | Yasser Seirawan         | |
| 1999      | Las Vegas                        | quatrième tour (huitième de finale) | Liviu-Dieter Nisipeanu  | Matthias Wahls, Sergueï Chipov                                                                     |
| 2000      | New Delhi (championnat du monde) | deuxième tour                       | Jaan Ehlvest            | |
| 2001-2002 | Moscou (championnat du monde)    | Finaliste                           | Ruslan Ponomariov       | Baatr Chovounov, Bartłomiej Macieja, Emil Sutovsky, Ye Jiangchuan, Joël Lautier, Viswanathan Anand |
| 2004      | Tripoli (championnat du monde)   | troisième tour                      | Rustam Qosimjonov       | Adlane Arab, Pentala Harikrishna                                                                   |

En 2002, après avoir successivement éliminé Emil Sutovsky (+1 =1) au troisième tour, Ye Jiangchuan (+1 =1), Joël Lautier en quart de finale (=2 et deux prolongations =2 et +1 =1) et enfin Viswanathan Anand en demi-finale (+1 =3), Vassili Ivantchouk perd la finale du championnat du monde de la Fédération internationale des échecs 2001-2002 contre son compatriote, Ruslan Ponomariov (-2 =5).

### Champion d'Europe 2004
En 2003, Ivantchouk remporte le tournoi d'échecs Sigeman & Co à Malmö.
En 2004, il remporte le championnat d'Europe d'échecs individuel disputé à Antalya. Lors du championnat du monde de la Fédération internationale des échecs 2004 à Tripoli (Libye), il est éliminé au troisième tour par le futur vainqueur de la compétition, Rustam Qosimjonov.

### Vainqueur des tournois de Moscou (mémorial Tal), Sofia et Foros (2005 à 2008)

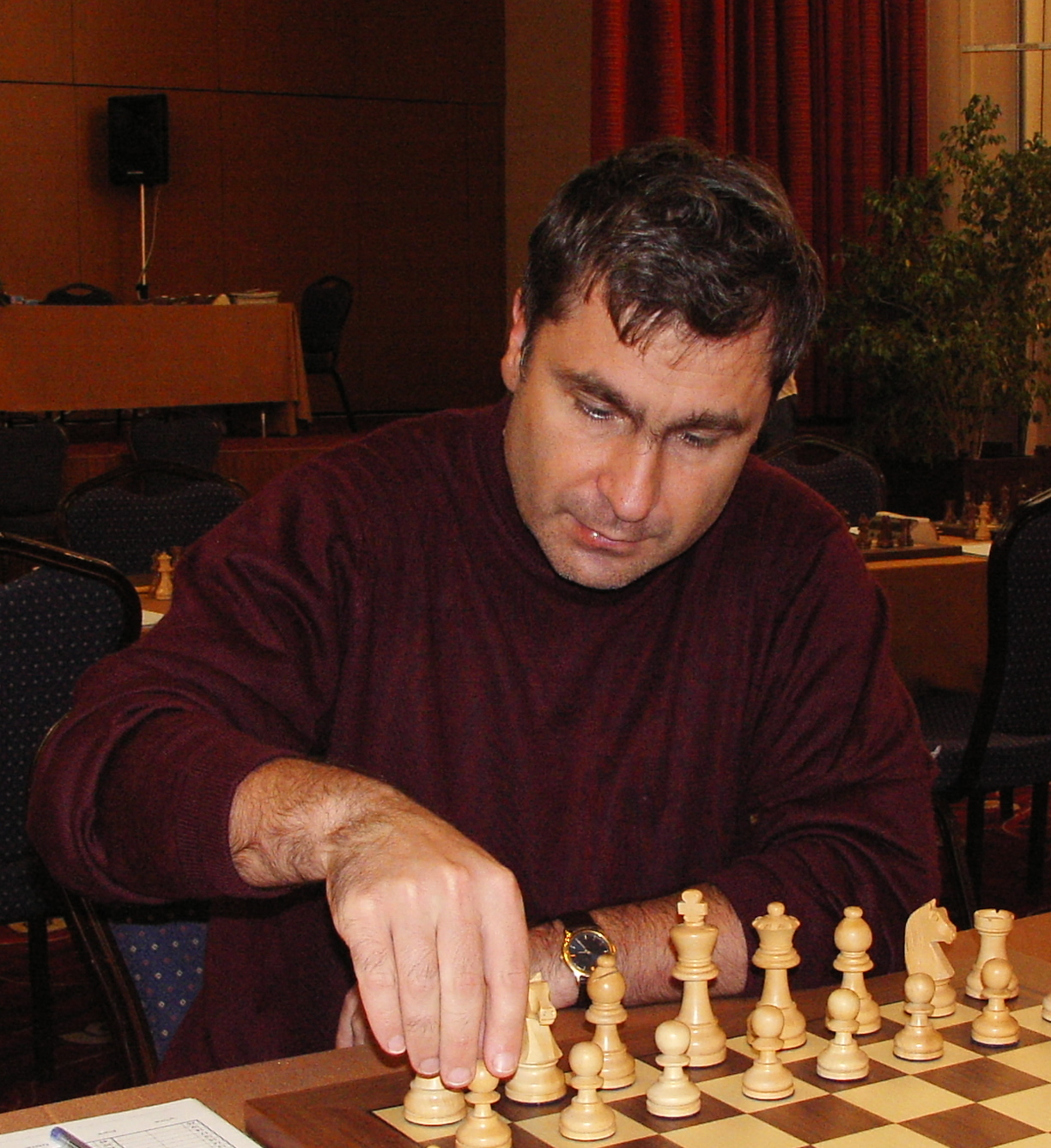
Vassili Ivantchouk en 2007

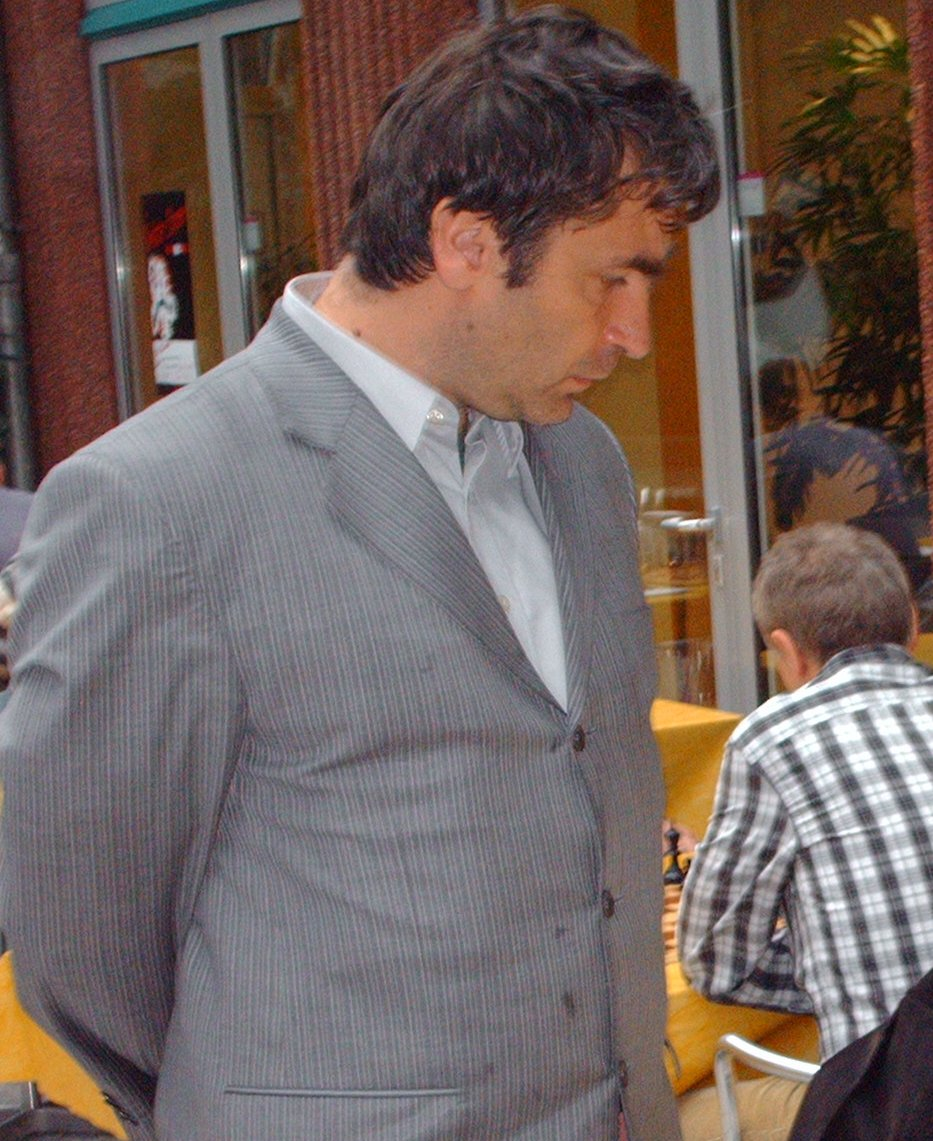
Vassili Ivantchouk lors d'un match de Bundesliga à Berlin en 2006.

En 2006, il gagne le Mémorial Capablanca et le Mémorial Carlos Torre, à élimination directe, en battant Lázaro Bruzón en finale.
Après avoir été éliminé au deuxième tour de la Coupe du monde de 2005, Ivantchouk est absent des matchs des candidats en juin 2007 et il se rattrape en remportant haut la main le mémorial Capablanca pour la troisième année consécutive et le tournoi Aérosvit de Foros en Crimée avec 7,5/11.
En mai 2008, il remporte, invaincu, le très fort tournoi (catégorie 20) du MTel de Sofia après un départ remarquable de 5 victoires sur 5 parties, puis un score final de 8/10 (6 victoires et 4 nulles). Il a également battu au moins une fois tous les autres participants de ce tournoi.
En juin 2008, Ivantchouk prend la deuxième place du tournoi Aérosvit de Foros avec 7/11, un point derrière Magnus Carlsen.
En août 2008, il remporte à Moscou le fort Mémorial Tal, autre tournoi de catégorie 20, avec un point d'avance sur Aleksandr Morozevitch, Boris Gelfand, Ruslan Ponomariov et Vladimir Kramnik (+3 =6).

### Champion du monde de blitz (2007) et vainqueur du mémorial Tal en blitz (2008)
En 2007, Ivantchouk devient champion du monde de blitz, en devançant Anand, lors d'un tournoi organisé dans le cadre du mémorial Tal à Moscou.
Dans le foulée de sa victoire au Mémorial Tal, en 2008, il gagne le tournoi de blitz avec un point d'avance sur Vladimir Kramnik (23,5 / 34) suivi de Magnus Carlsen. La même année, 2008, il finit deuxième du championnat du monde de blitz disputé à Almaty et remporté par Leinier Domínguez.
En janvier 2009, à Moukatchevo, il battit Péter Lékó dans un match rapide en six parties (+1 =5).

### Octuple vainqueur du mémorial Capablanca (2006 à 2019)
En 2006, il gagne le Mémorial Capablanca, un Tournoi à deux tours qu'il avait déjà remporté en 2005, avec un score de 6,5/10. Il remporte un troisième titre consécutif en 2007 (avec 7,5/10 et deux points d'avance sur le deuxième).
En 2010, 2011 et 2012, Ivantchouk remporte trois fois de suite le mémorial Capablanca tournoi à deux tours de 6 joueurs, avec la marque de 6,5/10.
En juin 2016, il remporte le mémorial Capablanca pour la septième fois. Le tournoi était disputé à Varadero.
Il remporte un huitième titre en 2019.

### Vainqueur du tournoi Amber (aveugle et rapide) et du trophée du Cap d'Agde (2010)
Vassili Ivantchouk a participé à toutes les éditions du tournoi d'échecs Amber de 1992 à 2011. Il a terminé quatre fois vainqueur du tournoi rapide (en 1992, 1996, 1998 et 2010).
En mars 2010, Vassili Ivantchouk finit premier ex æquo avec Magnus Carlsen au  classement combiné du tournoi Amber avec 8 / 11 en parties rapides et 6,5 / 11 en parties à l'aveugle.
Le 31 octobre 2010 au Cap d'Agde, il remporte, invaincu, le trophée CCAS, retrouvant en finale Hikaru Nakamura, le vainqueur de l'édition précédente de ce tournoi de parties rapides.

### 2009-2010: premier à Linares, Bazna et Djermouk
Les performances en tournois en 2009 reflètent de façon caricaturale sa réputation de joueur aussi génial qu'inconstant : s'il se montre ainsi sous ses plus mauvais jours lors des tournois de Wijk aan Zee et du tournoi MTel de Sofia (où il descend même symboliquement en dessous de la barre des 2 700 Elo) où ses prestations furent sanctionnées par deux dernières places. Il est aussi premier, ex æquo avec Aleksandr Grichtchouk, et invaincu dans le  Tournoi de Linares 2009, deuxième au dépatage (nombre de victoires) avec 8/14 tout en se permettant d'offrir même élégamment la nulle, dans une position gagnante à un adversaire en zeitnot) et seul vainqueur (sans défaite) au tournoi des rois 2009 de Bazna (avec 7/10).
Lors du  Grand Prix FIDE 2008-2010, il finit huitième du tournoi de Sotchi (juillet-août 2008) dernier du tournoi de Naltchik (avril 2009), dernier du tournoi d'Astrakhan (mai 2010) et seul vainqueur à Djermouk en août 2009 (avec 8,5/13).

### 2011-2012: premier à Gibraltar, Bilbao, Amsterdam et Bucarest

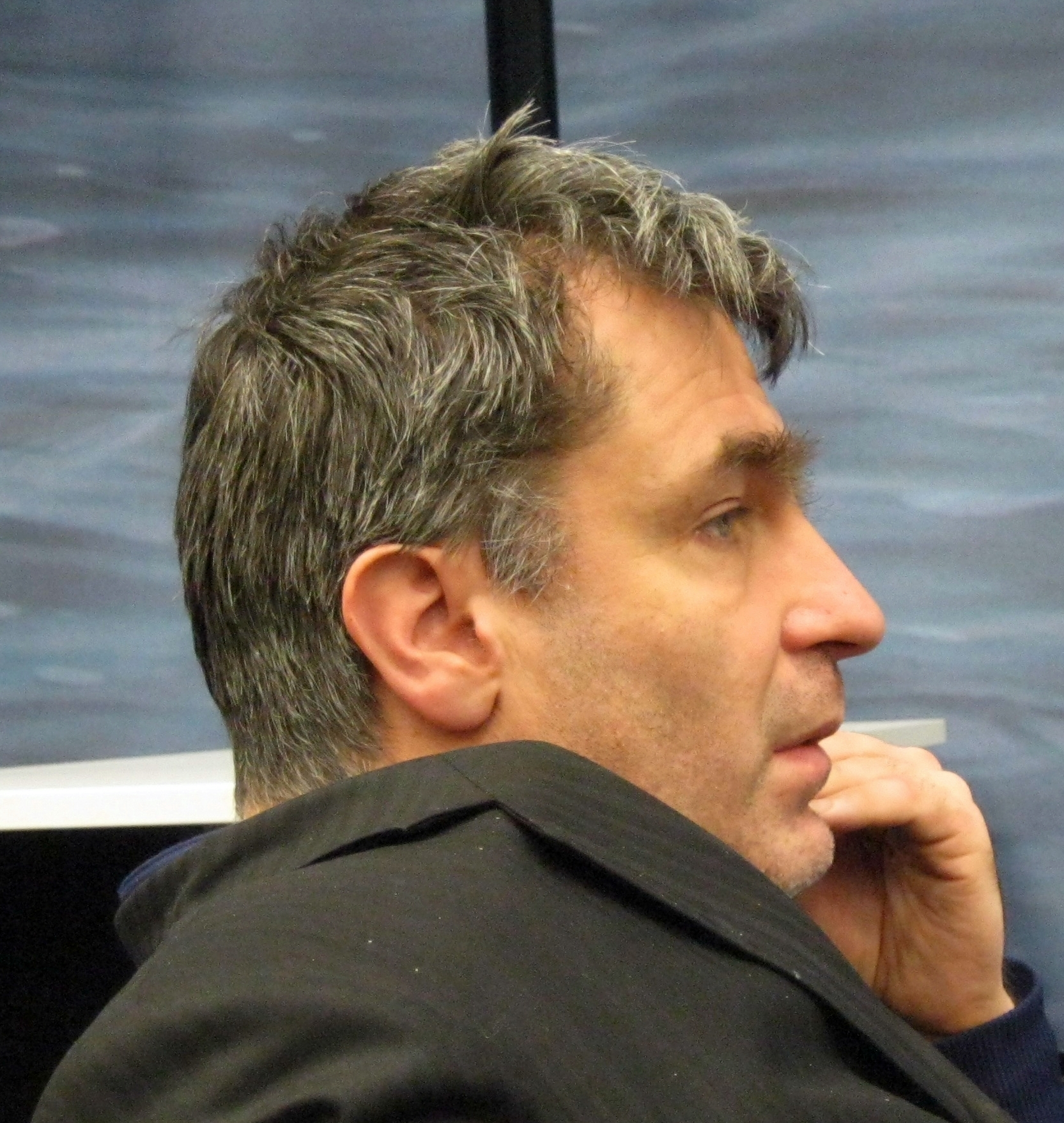
Vassili Ivantchouk en janvier 2012 au tournoi de Wijk aan Zee

En janvier 2011 Ivantchouk finit 3e-5e du tournoi d'échecs de Reggio d'Émilie 2010-2011, puis il remporte le festival de Gibraltar qui s’est déroulé du 24 janvier au 3 février avec 9 points sur 10 (un record), juste devant Nigel Short qui termine avec 8,5/10.
Au 1er septembre 2011, son classement Elo est 2 765, ce qui fait de lui le septième joueur mondial.
Vassily Ivantchouk participe à la finale du grand chelem d'échecs de Bilbao de 2011, la finale se déroule en deux phases, la première à São Paulo au Brésil du 25 septembre au 1er octobre et la deuxième phase à Bilbao en Espagne du 5 au 11 octobre 2012. Après la première phase à Sao Paulo, Ivanchuk Vassily est en tête avec 10 points (la victoire = 3 points, la nulle = 1 point, et la perte = 0 point) devant Hikaru Nakamura (7 points), Levon Aronian (6 points), Viswanathan Anand (6 points), Magnus Carlsen (6 points) et Francisco Vallejo Pons (3 points). Vassily Ivantchouk faillit ne pas se rendre à Bilbao, car lui et son épouse se font agresser lorsqu’ils veulent prendre un taxi, son épouse se faisant dérober son passeport. Ivantchouk arrive avec un jour de retard à Bilbao et n’a pas voulu que l’on décale les rondes d’un jour.
Malgré cet incident dans la deuxième partie de la finale du grand chelem, Ivantchouk conserve la tête du tournoi mais est rejoint par Magnus Carlsen et les deux joueurs terminent tous deux avec 15 points. Un match de départage de deux parties avec les couleurs alternées en blitz de 4 minutes avec un incrément de 3 secondes par coup départage les deux joueurs. Dans la première partie Ivantchouk annule avec les noirs dans une finale roi, cavalier et deux pions contre roi, tour et un pion pour Magnus Carlsen. La deuxième partie sera décisive et Ivantchouk doit finalement s’incliner terminant deuxième tandis que Hikaru Nakamura, Levon Aronian et Viswanathan Anand terminent avec 12 points et Francisco Vallejo Pons avec 10 points.
Au mois de janvier 2012, Vassily Ivantchouk termine cinquième du tournoi de Wijk aan Zee avec 7,5/13 (le tournoi est remporté par Levon Aronian avec 9/13).  Ivantchouk remporte  l’ACP Golden Classic à Amsterdam le 22 juillet 2012 sur un score de 5/6 (+4 =2) devant Gata Kamsky 4,5/6 (+3 =3) ; moyenne du tournoi 2 705 Elo. Ivantchouk 2 763 Elo remporte le 13 novembre 2012 le tournoi des Rois à Bucarest en Roumanie devant Veselin Topalov (moyenne du tournoi 2 746 Elo).

### Troisième de la Coupe du monde 2011 et candidat au championnat du monde 2013
| Année(s) | Lieu                             | Résultat                            | Ultime(s) adversaire(s)                                                    | Adversaires battus                                                                                    |
| -------- | -------------------------------- | ----------------------------------- | -------------------------------------------------------------------------- | --- |
| 2000     | Shenyang (Coupe du monde)        | quart de finale                     | Viswanathan Anand                                                          | Ruslan Ponomariov                                                                                     |
| 2002     | Hyderabad (Coupe du monde)       | cinquième de la poule A             |                                                                            | Saidali Iuldachev                                                                                     |
| 2005     | Khanty-Mansiïsk (coupe du monde) | deuxième tour                       | Ivan Chéparinov                                                            | Aleksandr Sibriaïev                                                                                   |
| 2007     | Khanty-Mansiïsk (coupe du monde) | troisième tour                      | Liviu-Dieter Nisipeanu                                                     | Pedro Aderito, Aleksandr Galkine                                                                      |
| 2009     | Khanty-Mansiïsk (coupe du monde) | deuxième tour                       | Wesley So                                                                  | Alekseï Bezgodov                                                                                      |
| 2011     | Khanty-Mansiïsk (coupe du monde) | troisième                           | Aleksandr Grichtchouk (demi-finale)Ruslan Ponomariov (match de classement) | Henry Robert Steel, Ievgueni Alekseïev Emil Sutovsky, Bu Xiangzhi Teimour Radjabov, Ruslan Ponomariov |
| 2013     | Tromsø                           | quatrième tour (huitième de finale) | Vladimir Kramnik                                                           | Jan-Krzysztof Duda, Ray Robson, Youriï Kryvoroutchko                                                  |
| 2015     | Bakou                            | troisième tour                      | Dmitri Iakovenko                                                           | Ahmed Adly, Maxim Rodshtein                                                                           |
| 2017     | Tbilissi                         | quart de finale                     | Levon Aronian                                                              | Murtas Kazhgaleïev, Jan-Krzysztof Duda, Vladimir Kramnik, Anish Giri                                  |
| 2023     | Bakou                            | cinquième tour (huitième de finale) | Magnus Carlsen                                                             | Cristóbal Henríquez Villagra, Wei Yi, Vahap Şanal                                                     |

Lors de la coupe du monde d'échecs qui a lieu du 26 août au 21 septembre 2011 à Khanty-Mansiïsk en Russie, Ivantchouk se qualifie pour le tournoi des candidats. Il remporte ses matchs contre Henry Robert Steel, Elo 2 362 (2 – 0), Iegueni Alekseïev (1,5 – 0,5), Emil Sutovsky (3 – 1),  Bu Xiangzhi (3 – 1) et Teimour Radjabov (2,5 – 1,5).
En demi-finale Ivantchouk s’incline aux départages face à Aleksandr Grichtchouk (2,5 – 3,5), puis il remporte la petite finale contre Ruslan Ponomariov (2,5 – 1,5) pour la troisième place qualificative du tournoi des candidats en 2013.
En 2013, Ivantchouk finit septième (avec 6 points sur 14) sur huit joueurs du tournoi des candidats qui a lieu du 13 au 31 mars 2013 à Londres.
Lors de la coupe du monde d'échecs 2013, il est battu en quart de finale par le futur vainqueur, Vladimir Kramnik.

### Champion du monde de parties rapides (2016)
Ivantchouk gagne le festival d'échecs de Gibraltar en janvier-février 2014 (deuxième au départage), puis  l'open rapide de Riga en mars 2014. En juin 2014, il gagne le tournoi international d'Edmonton après avoir fini dernier à La Havane en mai 2014.
Lors de la coupe du monde d'échecs 2015, il est éliminé au troisième tour par Siarheï Jyhalka.
Depuis l'année 2015, Vassili Ivantchouk participe à des compétitions de jeu de dames.
En 2016, son classement Elo au jeu de dames est évalué à 1940.
En décembre 2016, il remporte le titre de champion du monde de parties rapides à Doha. Avec 11 points sur 15, il y devance, au départage, deux anciens champions du monde de parties rapides ou de blitz : Aleksandr Grichtchouk (2e - médaille d'argent) et Magnus Carlsen (3e - médaille de bronze).
Il est absent de la Coupe du monde d'échecs 2019 à Batoumi.

### Vice-champion d'Europe de blitz (2023)
En décembre 2023 Vassili Ivantchouk participe au Championnat d'Europe de parties rapides et de blitz à Zagreb en Croatie. Le 13 et 14 décembre pour les parties rapides où Ivantchouk alors troisième cote Elo du tournoi avec 2674 Elo termine à la cinquantième place avec 7/11 (6+ 2= 3-). Le 16 décembre a lieu le parties blitz, il est troisième cote Elo avec 2678 Elo et termine vice Champion d'Europe avec un score 11/13 (10+ 2= 1-)
En 2025, Ivantchouk obtient encore de bons résultats, avec en particulier une seconde place à l'Open de Reykjavik et une victoire à l'Open de Minorque, ce qui lui permet de retrouver le top 100 au classement elo.

## Compétitions par équipes

### Olympiades

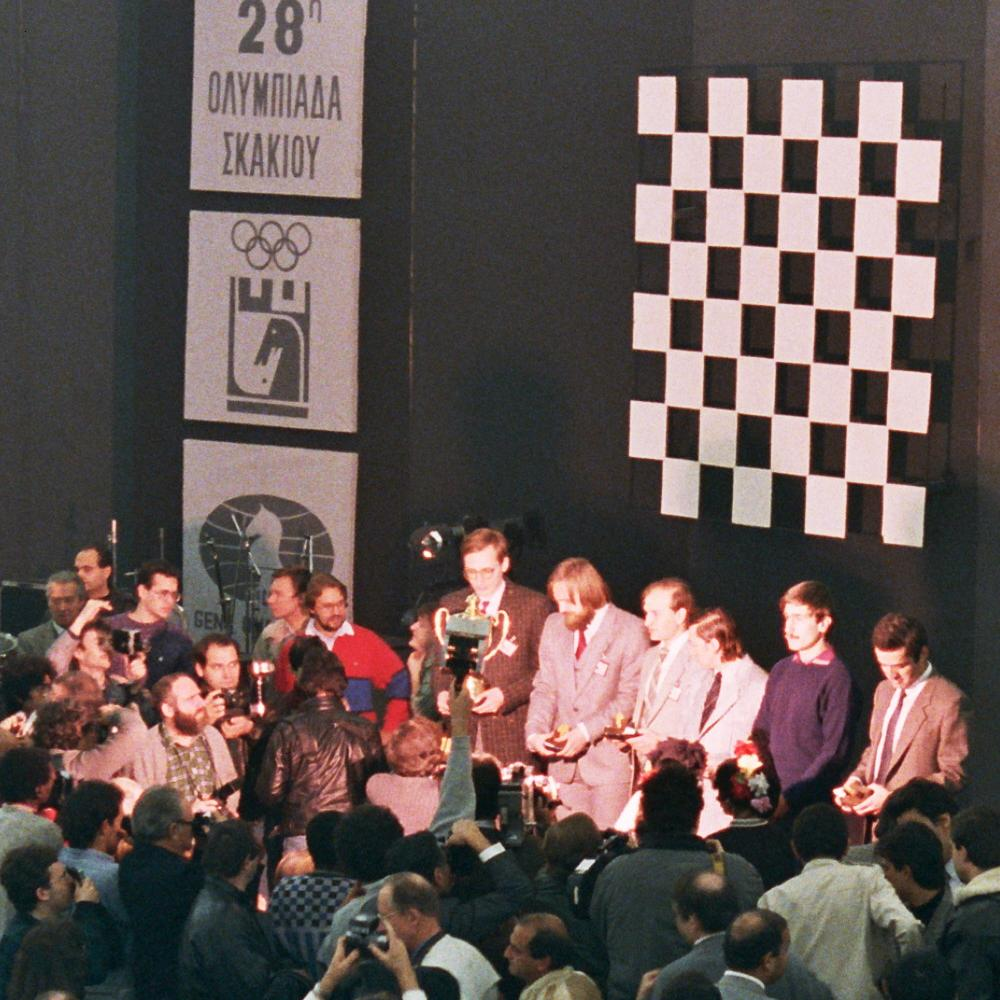
Vassili Ivantchouk (deuxième en partant de la droite) lors de l'olympiade de 1988 à Thessalonique

Vassili Ivantchouk sait aussi mettre son talent au profit d’une équipe. Il a participé à seize Olympiades d'échecs, tout d'abord avec l'équipe de l'URSS qui remporta la médaille d'or :
- Olympiade de Salonique en 1988 : (+4 =5), deuxième échiquier de réserve (remplaçant)
- Olympiade de Novi Sad en 1990 : 1er échiquier (+5 =4 -1), médaille de bronze individuelle.

Puis Ivantchouk joua avec l'équipe de l'Ukraine qui obtint la médaille d'or en 2004 et 2010, celle d'argent en 1996 et celle de bronze en 1998, 2000 et 2012 :
- Olympiade de Manille en 1992 : 1er échiquier (+6 =5 -2)
- Olympiade de Moscou en 1994 : 1er échiquier (+5 =9)
- Olympiade d'Erevan en 1996 : 1er échiquier (+6 =5), médaille d’argent individuelle pour la meilleure performance elo et médaille de bronze par échiquier
- Olympiade d'Elista en 1998 : 1er échiquier (+3 =8)
- Olympiade d'Istanbul en 2000 : 1er échiquier (+4 =10)
- Olympiade de Bled en 2002 : (+4 =10), 2e échiquier derrière Ponomariov
- Olympiade de Calvià en 2004 : 1er échiquier (+6 =7), médaille de bronze individuelle, également quatrième meilleure performance de l'olympiade
- Olympiade de Turin en 2006 : 1er échiquier (+4 =8 -1)
- Olympiade de Dresde en 2008 : 1er échiquier (+3 =6 -2)
- Olympiade de Khanty-Mansiïsk en 2010 : 1er échiquier (+7 =2 -1), médaille d'or individuelle (et par équipe)
- Olympiade d'Istanbul en 2012 : 1er échiquier (+4 =4 -2)
- Olympiade de Tromsø en 2014 : 1er échiquier (+2 =4 -3).
- Olympiade de Batoumi en 2018 : 1er échiquier (+3 =5 -1).
- Olympiade de Budapest en 2024 : 2e échiquier (+4 =3 -3).

En 181 parties, il a obtenu un score de 117,5, soit 64,9 % et un total de cinq médailles individuelles et huit médailles par équipes.
En 2020, il participe à l'Olympiade d'échecs rapide en ligne. L'équipe d'Ukraine est battue en demi-finale par les États-Unis.

### Championnats du monde par équipes
Ivantchouk a participé à neuf reprise au Championnats du monde par équipes depuis 1989.
- 1989 - Lucerne : 1er remplaçant de l'équipe d'URSS (+6 =1) - médaille d'or individuelle et par équipes

Puis il défendit les couleurs de l'Ukraine au premier ou deuxième échiquier (en 2015) de son équipe.
- 1993 - Lucerne : +4 =4, médaille d'or individuelle et médaille d'argent par équipes
- 1997 - Lucerne : +4 =4, médaille d'or individuelle, l'Ukraine finit cinquième
- 2001 - Erevan : +1 =6, médaille d'argent individuelle et la médaille d'or par équipes
- 2005 - Beer Sheva : +2 -1 =4, l'Ukraine finit quatrième
- 2011 - Ningbo : médaille de bronze par équipes,
- 2013 - Antalya : médaille de bronze individuelle et par équipes
- 2015 - Tsakhkadzor : médaille d'argent individuelle (au deuxième échiquier derrière Ponomariov) et d'argent par équipes
- 2022 - Jérusalem : l'Ukraine est éliminée en quart de finale

soit un total de six médailles par équipe et six médailles individuelles.

### Championnats d'Europe par équipes
Ivantchouk a participé à huit éditions du championnat d'Europe d'échecs des nations : en 1992, 1999, 2001, 2005, 2007, 2011, 2015 et 2019. Il jouait à chaque fois au premier échiquier de l'équipe d'Ukraine, remportant la médaille d'argent par équipes en 1992 et 2019.

### Championnat d'Europe des clubs
Ivantchouk a remporté la coupe d'Europe en 1990 avec le CSK Moscou. Il a remporté trois médailles d'or individuelles (en 2001, 2005 avec le club Polonia Plus GSM de Varsovie et en  2006 avec le TPS Saransk).

### Match Russie contre le Reste du monde (2002)
En 2002, à Moscou, il fait partie de la sélection mondiale qui était opposée à l'équipe de Russie en parties rapides. Avec +2 =8, il est l'un des artisans de la victoire du Reste du monde, battant notamment Garry Kasparov lors de la première ronde.

## Exemples de parties

### Ivantchouk – Kasparov, Match Russie contre le Reste du monde, Moscou, 2002
1.e4 c5 2.Cf3 d6 3.d4 cxd4 4.Cxd4 Cf6 5.Cc3 a6 6.Tg1 g6 7.g4 Fg7 8.Fe3 Cc6 9.f3 e5 10.Cxc6 bxc6 11.Dd2 Fe6 12.0-0-0 Ff8 13.Ca4 h5 14.h3 Cd7 15.Dc3 hxg4 16.hxg4 d5 17.Dxc6 d4 18.Fd2 Tc8 19.Db7 Tb8 20.Dxa6 Ta8 21.Db5 Fxa2 22.Fc4 Fxc4 23.Dxc4 Df6 24.g5 Dd6 25.Rb1 Th3 26.Tgf1 Fe7 27.b3 Da3 28.Fc1 Db4 29.Dxb4 Fxb4 30.f4 Th4 31.Th1 Txh1 32.Txh1 Re7 33.f5 Ta6 34.Th7 Cc5 35.Fd2 Txa4 36.fxg6 Fxd2 37.Txf7+ Re6 38.Tf6+ Re7 39.bxa4 Cxe4 40.Tf5 1-0

### Domínguez Pérez - Ivantchouk, La Havane 2012
|   | h | g | f | e | d | c | b | a |   |
| 1 | Roi blanc sur case blanche h1 · Tour blanche sur case blanche f1 · Tour noire sur case blanche d1 · Pion blanc sur case noire h2 · Pion blanc sur case noire g3 · Dame noire sur case blanche b3 · Pion noir sur case blanche g4 · Tour blanche sur case noire g5 · Pion noir sur case blanche f5 · Pion blanc sur case noire e5 · Pion noir sur case blanche e6 · Dame blanche sur case blanche c6 · Pion noir sur case noire g7 · Pion noir sur case noire a7 · Roi noir sur case blanche g8 · Tour noire sur case noire d8 | Roi blanc sur case blanche h1 · Tour blanche sur case blanche f1 · Tour noire sur case blanche d1 · Pion blanc sur case noire h2 · Pion blanc sur case noire g3 · Dame noire sur case blanche b3 · Pion noir sur case blanche g4 · Tour blanche sur case noire g5 · Pion noir sur case blanche f5 · Pion blanc sur case noire e5 · Pion noir sur case blanche e6 · Dame blanche sur case blanche c6 · Pion noir sur case noire g7 · Pion noir sur case noire a7 · Roi noir sur case blanche g8 · Tour noire sur case noire d8 | Roi blanc sur case blanche h1 · Tour blanche sur case blanche f1 · Tour noire sur case blanche d1 · Pion blanc sur case noire h2 · Pion blanc sur case noire g3 · Dame noire sur case blanche b3 · Pion noir sur case blanche g4 · Tour blanche sur case noire g5 · Pion noir sur case blanche f5 · Pion blanc sur case noire e5 · Pion noir sur case blanche e6 · Dame blanche sur case blanche c6 · Pion noir sur case noire g7 · Pion noir sur case noire a7 · Roi noir sur case blanche g8 · Tour noire sur case noire d8 | Roi blanc sur case blanche h1 · Tour blanche sur case blanche f1 · Tour noire sur case blanche d1 · Pion blanc sur case noire h2 · Pion blanc sur case noire g3 · Dame noire sur case blanche b3 · Pion noir sur case blanche g4 · Tour blanche sur case noire g5 · Pion noir sur case blanche f5 · Pion blanc sur case noire e5 · Pion noir sur case blanche e6 · Dame blanche sur case blanche c6 · Pion noir sur case noire g7 · Pion noir sur case noire a7 · Roi noir sur case blanche g8 · Tour noire sur case noire d8 | Roi blanc sur case blanche h1 · Tour blanche sur case blanche f1 · Tour noire sur case blanche d1 · Pion blanc sur case noire h2 · Pion blanc sur case noire g3 · Dame noire sur case blanche b3 · Pion noir sur case blanche g4 · Tour blanche sur case noire g5 · Pion noir sur case blanche f5 · Pion blanc sur case noire e5 · Pion noir sur case blanche e6 · Dame blanche sur case blanche c6 · Pion noir sur case noire g7 · Pion noir sur case noire a7 · Roi noir sur case blanche g8 · Tour noire sur case noire d8 | Roi blanc sur case blanche h1 · Tour blanche sur case blanche f1 · Tour noire sur case blanche d1 · Pion blanc sur case noire h2 · Pion blanc sur case noire g3 · Dame noire sur case blanche b3 · Pion noir sur case blanche g4 · Tour blanche sur case noire g5 · Pion noir sur case blanche f5 · Pion blanc sur case noire e5 · Pion noir sur case blanche e6 · Dame blanche sur case blanche c6 · Pion noir sur case noire g7 · Pion noir sur case noire a7 · Roi noir sur case blanche g8 · Tour noire sur case noire d8 | Roi blanc sur case blanche h1 · Tour blanche sur case blanche f1 · Tour noire sur case blanche d1 · Pion blanc sur case noire h2 · Pion blanc sur case noire g3 · Dame noire sur case blanche b3 · Pion noir sur case blanche g4 · Tour blanche sur case noire g5 · Pion noir sur case blanche f5 · Pion blanc sur case noire e5 · Pion noir sur case blanche e6 · Dame blanche sur case blanche c6 · Pion noir sur case noire g7 · Pion noir sur case noire a7 · Roi noir sur case blanche g8 · Tour noire sur case noire d8 | Roi blanc sur case blanche h1 · Tour blanche sur case blanche f1 · Tour noire sur case blanche d1 · Pion blanc sur case noire h2 · Pion blanc sur case noire g3 · Dame noire sur case blanche b3 · Pion noir sur case blanche g4 · Tour blanche sur case noire g5 · Pion noir sur case blanche f5 · Pion blanc sur case noire e5 · Pion noir sur case blanche e6 · Dame blanche sur case blanche c6 · Pion noir sur case noire g7 · Pion noir sur case noire a7 · Roi noir sur case blanche g8 · Tour noire sur case noire d8 | 1 |
| 2 | Roi blanc sur case blanche h1 · Tour blanche sur case blanche f1 · Tour noire sur case blanche d1 · Pion blanc sur case noire h2 · Pion blanc sur case noire g3 · Dame noire sur case blanche b3 · Pion noir sur case blanche g4 · Tour blanche sur case noire g5 · Pion noir sur case blanche f5 · Pion blanc sur case noire e5 · Pion noir sur case blanche e6 · Dame blanche sur case blanche c6 · Pion noir sur case noire g7 · Pion noir sur case noire a7 · Roi noir sur case blanche g8 · Tour noire sur case noire d8 | Roi blanc sur case blanche h1 · Tour blanche sur case blanche f1 · Tour noire sur case blanche d1 · Pion blanc sur case noire h2 · Pion blanc sur case noire g3 · Dame noire sur case blanche b3 · Pion noir sur case blanche g4 · Tour blanche sur case noire g5 · Pion noir sur case blanche f5 · Pion blanc sur case noire e5 · Pion noir sur case blanche e6 · Dame blanche sur case blanche c6 · Pion noir sur case noire g7 · Pion noir sur case noire a7 · Roi noir sur case blanche g8 · Tour noire sur case noire d8 | Roi blanc sur case blanche h1 · Tour blanche sur case blanche f1 · Tour noire sur case blanche d1 · Pion blanc sur case noire h2 · Pion blanc sur case noire g3 · Dame noire sur case blanche b3 · Pion noir sur case blanche g4 · Tour blanche sur case noire g5 · Pion noir sur case blanche f5 · Pion blanc sur case noire e5 · Pion noir sur case blanche e6 · Dame blanche sur case blanche c6 · Pion noir sur case noire g7 · Pion noir sur case noire a7 · Roi noir sur case blanche g8 · Tour noire sur case noire d8 | Roi blanc sur case blanche h1 · Tour blanche sur case blanche f1 · Tour noire sur case blanche d1 · Pion blanc sur case noire h2 · Pion blanc sur case noire g3 · Dame noire sur case blanche b3 · Pion noir sur case blanche g4 · Tour blanche sur case noire g5 · Pion noir sur case blanche f5 · Pion blanc sur case noire e5 · Pion noir sur case blanche e6 · Dame blanche sur case blanche c6 · Pion noir sur case noire g7 · Pion noir sur case noire a7 · Roi noir sur case blanche g8 · Tour noire sur case noire d8 | Roi blanc sur case blanche h1 · Tour blanche sur case blanche f1 · Tour noire sur case blanche d1 · Pion blanc sur case noire h2 · Pion blanc sur case noire g3 · Dame noire sur case blanche b3 · Pion noir sur case blanche g4 · Tour blanche sur case noire g5 · Pion noir sur case blanche f5 · Pion blanc sur case noire e5 · Pion noir sur case blanche e6 · Dame blanche sur case blanche c6 · Pion noir sur case noire g7 · Pion noir sur case noire a7 · Roi noir sur case blanche g8 · Tour noire sur case noire d8 | Roi blanc sur case blanche h1 · Tour blanche sur case blanche f1 · Tour noire sur case blanche d1 · Pion blanc sur case noire h2 · Pion blanc sur case noire g3 · Dame noire sur case blanche b3 · Pion noir sur case blanche g4 · Tour blanche sur case noire g5 · Pion noir sur case blanche f5 · Pion blanc sur case noire e5 · Pion noir sur case blanche e6 · Dame blanche sur case blanche c6 · Pion noir sur case noire g7 · Pion noir sur case noire a7 · Roi noir sur case blanche g8 · Tour noire sur case noire d8 | Roi blanc sur case blanche h1 · Tour blanche sur case blanche f1 · Tour noire sur case blanche d1 · Pion blanc sur case noire h2 · Pion blanc sur case noire g3 · Dame noire sur case blanche b3 · Pion noir sur case blanche g4 · Tour blanche sur case noire g5 · Pion noir sur case blanche f5 · Pion blanc sur case noire e5 · Pion noir sur case blanche e6 · Dame blanche sur case blanche c6 · Pion noir sur case noire g7 · Pion noir sur case noire a7 · Roi noir sur case blanche g8 · Tour noire sur case noire d8 | Roi blanc sur case blanche h1 · Tour blanche sur case blanche f1 · Tour noire sur case blanche d1 · Pion blanc sur case noire h2 · Pion blanc sur case noire g3 · Dame noire sur case blanche b3 · Pion noir sur case blanche g4 · Tour blanche sur case noire g5 · Pion noir sur case blanche f5 · Pion blanc sur case noire e5 · Pion noir sur case blanche e6 · Dame blanche sur case blanche c6 · Pion noir sur case noire g7 · Pion noir sur case noire a7 · Roi noir sur case blanche g8 · Tour noire sur case noire d8 | 2 |
| 3 | Roi blanc sur case blanche h1 · Tour blanche sur case blanche f1 · Tour noire sur case blanche d1 · Pion blanc sur case noire h2 · Pion blanc sur case noire g3 · Dame noire sur case blanche b3 · Pion noir sur case blanche g4 · Tour blanche sur case noire g5 · Pion noir sur case blanche f5 · Pion blanc sur case noire e5 · Pion noir sur case blanche e6 · Dame blanche sur case blanche c6 · Pion noir sur case noire g7 · Pion noir sur case noire a7 · Roi noir sur case blanche g8 · Tour noire sur case noire d8 | Roi blanc sur case blanche h1 · Tour blanche sur case blanche f1 · Tour noire sur case blanche d1 · Pion blanc sur case noire h2 · Pion blanc sur case noire g3 · Dame noire sur case blanche b3 · Pion noir sur case blanche g4 · Tour blanche sur case noire g5 · Pion noir sur case blanche f5 · Pion blanc sur case noire e5 · Pion noir sur case blanche e6 · Dame blanche sur case blanche c6 · Pion noir sur case noire g7 · Pion noir sur case noire a7 · Roi noir sur case blanche g8 · Tour noire sur case noire d8 | Roi blanc sur case blanche h1 · Tour blanche sur case blanche f1 · Tour noire sur case blanche d1 · Pion blanc sur case noire h2 · Pion blanc sur case noire g3 · Dame noire sur case blanche b3 · Pion noir sur case blanche g4 · Tour blanche sur case noire g5 · Pion noir sur case blanche f5 · Pion blanc sur case noire e5 · Pion noir sur case blanche e6 · Dame blanche sur case blanche c6 · Pion noir sur case noire g7 · Pion noir sur case noire a7 · Roi noir sur case blanche g8 · Tour noire sur case noire d8 | Roi blanc sur case blanche h1 · Tour blanche sur case blanche f1 · Tour noire sur case blanche d1 · Pion blanc sur case noire h2 · Pion blanc sur case noire g3 · Dame noire sur case blanche b3 · Pion noir sur case blanche g4 · Tour blanche sur case noire g5 · Pion noir sur case blanche f5 · Pion blanc sur case noire e5 · Pion noir sur case blanche e6 · Dame blanche sur case blanche c6 · Pion noir sur case noire g7 · Pion noir sur case noire a7 · Roi noir sur case blanche g8 · Tour noire sur case noire d8 | Roi blanc sur case blanche h1 · Tour blanche sur case blanche f1 · Tour noire sur case blanche d1 · Pion blanc sur case noire h2 · Pion blanc sur case noire g3 · Dame noire sur case blanche b3 · Pion noir sur case blanche g4 · Tour blanche sur case noire g5 · Pion noir sur case blanche f5 · Pion blanc sur case noire e5 · Pion noir sur case blanche e6 · Dame blanche sur case blanche c6 · Pion noir sur case noire g7 · Pion noir sur case noire a7 · Roi noir sur case blanche g8 · Tour noire sur case noire d8 | Roi blanc sur case blanche h1 · Tour blanche sur case blanche f1 · Tour noire sur case blanche d1 · Pion blanc sur case noire h2 · Pion blanc sur case noire g3 · Dame noire sur case blanche b3 · Pion noir sur case blanche g4 · Tour blanche sur case noire g5 · Pion noir sur case blanche f5 · Pion blanc sur case noire e5 · Pion noir sur case blanche e6 · Dame blanche sur case blanche c6 · Pion noir sur case noire g7 · Pion noir sur case noire a7 · Roi noir sur case blanche g8 · Tour noire sur case noire d8 | Roi blanc sur case blanche h1 · Tour blanche sur case blanche f1 · Tour noire sur case blanche d1 · Pion blanc sur case noire h2 · Pion blanc sur case noire g3 · Dame noire sur case blanche b3 · Pion noir sur case blanche g4 · Tour blanche sur case noire g5 · Pion noir sur case blanche f5 · Pion blanc sur case noire e5 · Pion noir sur case blanche e6 · Dame blanche sur case blanche c6 · Pion noir sur case noire g7 · Pion noir sur case noire a7 · Roi noir sur case blanche g8 · Tour noire sur case noire d8 | Roi blanc sur case blanche h1 · Tour blanche sur case blanche f1 · Tour noire sur case blanche d1 · Pion blanc sur case noire h2 · Pion blanc sur case noire g3 · Dame noire sur case blanche b3 · Pion noir sur case blanche g4 · Tour blanche sur case noire g5 · Pion noir sur case blanche f5 · Pion blanc sur case noire e5 · Pion noir sur case blanche e6 · Dame blanche sur case blanche c6 · Pion noir sur case noire g7 · Pion noir sur case noire a7 · Roi noir sur case blanche g8 · Tour noire sur case noire d8 | 3 |
| 4 | Roi blanc sur case blanche h1 · Tour blanche sur case blanche f1 · Tour noire sur case blanche d1 · Pion blanc sur case noire h2 · Pion blanc sur case noire g3 · Dame noire sur case blanche b3 · Pion noir sur case blanche g4 · Tour blanche sur case noire g5 · Pion noir sur case blanche f5 · Pion blanc sur case noire e5 · Pion noir sur case blanche e6 · Dame blanche sur case blanche c6 · Pion noir sur case noire g7 · Pion noir sur case noire a7 · Roi noir sur case blanche g8 · Tour noire sur case noire d8 | Roi blanc sur case blanche h1 · Tour blanche sur case blanche f1 · Tour noire sur case blanche d1 · Pion blanc sur case noire h2 · Pion blanc sur case noire g3 · Dame noire sur case blanche b3 · Pion noir sur case blanche g4 · Tour blanche sur case noire g5 · Pion noir sur case blanche f5 · Pion blanc sur case noire e5 · Pion noir sur case blanche e6 · Dame blanche sur case blanche c6 · Pion noir sur case noire g7 · Pion noir sur case noire a7 · Roi noir sur case blanche g8 · Tour noire sur case noire d8 | Roi blanc sur case blanche h1 · Tour blanche sur case blanche f1 · Tour noire sur case blanche d1 · Pion blanc sur case noire h2 · Pion blanc sur case noire g3 · Dame noire sur case blanche b3 · Pion noir sur case blanche g4 · Tour blanche sur case noire g5 · Pion noir sur case blanche f5 · Pion blanc sur case noire e5 · Pion noir sur case blanche e6 · Dame blanche sur case blanche c6 · Pion noir sur case noire g7 · Pion noir sur case noire a7 · Roi noir sur case blanche g8 · Tour noire sur case noire d8 | Roi blanc sur case blanche h1 · Tour blanche sur case blanche f1 · Tour noire sur case blanche d1 · Pion blanc sur case noire h2 · Pion blanc sur case noire g3 · Dame noire sur case blanche b3 · Pion noir sur case blanche g4 · Tour blanche sur case noire g5 · Pion noir sur case blanche f5 · Pion blanc sur case noire e5 · Pion noir sur case blanche e6 · Dame blanche sur case blanche c6 · Pion noir sur case noire g7 · Pion noir sur case noire a7 · Roi noir sur case blanche g8 · Tour noire sur case noire d8 | Roi blanc sur case blanche h1 · Tour blanche sur case blanche f1 · Tour noire sur case blanche d1 · Pion blanc sur case noire h2 · Pion blanc sur case noire g3 · Dame noire sur case blanche b3 · Pion noir sur case blanche g4 · Tour blanche sur case noire g5 · Pion noir sur case blanche f5 · Pion blanc sur case noire e5 · Pion noir sur case blanche e6 · Dame blanche sur case blanche c6 · Pion noir sur case noire g7 · Pion noir sur case noire a7 · Roi noir sur case blanche g8 · Tour noire sur case noire d8 | Roi blanc sur case blanche h1 · Tour blanche sur case blanche f1 · Tour noire sur case blanche d1 · Pion blanc sur case noire h2 · Pion blanc sur case noire g3 · Dame noire sur case blanche b3 · Pion noir sur case blanche g4 · Tour blanche sur case noire g5 · Pion noir sur case blanche f5 · Pion blanc sur case noire e5 · Pion noir sur case blanche e6 · Dame blanche sur case blanche c6 · Pion noir sur case noire g7 · Pion noir sur case noire a7 · Roi noir sur case blanche g8 · Tour noire sur case noire d8 | Roi blanc sur case blanche h1 · Tour blanche sur case blanche f1 · Tour noire sur case blanche d1 · Pion blanc sur case noire h2 · Pion blanc sur case noire g3 · Dame noire sur case blanche b3 · Pion noir sur case blanche g4 · Tour blanche sur case noire g5 · Pion noir sur case blanche f5 · Pion blanc sur case noire e5 · Pion noir sur case blanche e6 · Dame blanche sur case blanche c6 · Pion noir sur case noire g7 · Pion noir sur case noire a7 · Roi noir sur case blanche g8 · Tour noire sur case noire d8 | Roi blanc sur case blanche h1 · Tour blanche sur case blanche f1 · Tour noire sur case blanche d1 · Pion blanc sur case noire h2 · Pion blanc sur case noire g3 · Dame noire sur case blanche b3 · Pion noir sur case blanche g4 · Tour blanche sur case noire g5 · Pion noir sur case blanche f5 · Pion blanc sur case noire e5 · Pion noir sur case blanche e6 · Dame blanche sur case blanche c6 · Pion noir sur case noire g7 · Pion noir sur case noire a7 · Roi noir sur case blanche g8 · Tour noire sur case noire d8 | 4 |
| 5 | Roi blanc sur case blanche h1 · Tour blanche sur case blanche f1 · Tour noire sur case blanche d1 · Pion blanc sur case noire h2 · Pion blanc sur case noire g3 · Dame noire sur case blanche b3 · Pion noir sur case blanche g4 · Tour blanche sur case noire g5 · Pion noir sur case blanche f5 · Pion blanc sur case noire e5 · Pion noir sur case blanche e6 · Dame blanche sur case blanche c6 · Pion noir sur case noire g7 · Pion noir sur case noire a7 · Roi noir sur case blanche g8 · Tour noire sur case noire d8 | Roi blanc sur case blanche h1 · Tour blanche sur case blanche f1 · Tour noire sur case blanche d1 · Pion blanc sur case noire h2 · Pion blanc sur case noire g3 · Dame noire sur case blanche b3 · Pion noir sur case blanche g4 · Tour blanche sur case noire g5 · Pion noir sur case blanche f5 · Pion blanc sur case noire e5 · Pion noir sur case blanche e6 · Dame blanche sur case blanche c6 · Pion noir sur case noire g7 · Pion noir sur case noire a7 · Roi noir sur case blanche g8 · Tour noire sur case noire d8 | Roi blanc sur case blanche h1 · Tour blanche sur case blanche f1 · Tour noire sur case blanche d1 · Pion blanc sur case noire h2 · Pion blanc sur case noire g3 · Dame noire sur case blanche b3 · Pion noir sur case blanche g4 · Tour blanche sur case noire g5 · Pion noir sur case blanche f5 · Pion blanc sur case noire e5 · Pion noir sur case blanche e6 · Dame blanche sur case blanche c6 · Pion noir sur case noire g7 · Pion noir sur case noire a7 · Roi noir sur case blanche g8 · Tour noire sur case noire d8 | Roi blanc sur case blanche h1 · Tour blanche sur case blanche f1 · Tour noire sur case blanche d1 · Pion blanc sur case noire h2 · Pion blanc sur case noire g3 · Dame noire sur case blanche b3 · Pion noir sur case blanche g4 · Tour blanche sur case noire g5 · Pion noir sur case blanche f5 · Pion blanc sur case noire e5 · Pion noir sur case blanche e6 · Dame blanche sur case blanche c6 · Pion noir sur case noire g7 · Pion noir sur case noire a7 · Roi noir sur case blanche g8 · Tour noire sur case noire d8 | Roi blanc sur case blanche h1 · Tour blanche sur case blanche f1 · Tour noire sur case blanche d1 · Pion blanc sur case noire h2 · Pion blanc sur case noire g3 · Dame noire sur case blanche b3 · Pion noir sur case blanche g4 · Tour blanche sur case noire g5 · Pion noir sur case blanche f5 · Pion blanc sur case noire e5 · Pion noir sur case blanche e6 · Dame blanche sur case blanche c6 · Pion noir sur case noire g7 · Pion noir sur case noire a7 · Roi noir sur case blanche g8 · Tour noire sur case noire d8 | Roi blanc sur case blanche h1 · Tour blanche sur case blanche f1 · Tour noire sur case blanche d1 · Pion blanc sur case noire h2 · Pion blanc sur case noire g3 · Dame noire sur case blanche b3 · Pion noir sur case blanche g4 · Tour blanche sur case noire g5 · Pion noir sur case blanche f5 · Pion blanc sur case noire e5 · Pion noir sur case blanche e6 · Dame blanche sur case blanche c6 · Pion noir sur case noire g7 · Pion noir sur case noire a7 · Roi noir sur case blanche g8 · Tour noire sur case noire d8 | Roi blanc sur case blanche h1 · Tour blanche sur case blanche f1 · Tour noire sur case blanche d1 · Pion blanc sur case noire h2 · Pion blanc sur case noire g3 · Dame noire sur case blanche b3 · Pion noir sur case blanche g4 · Tour blanche sur case noire g5 · Pion noir sur case blanche f5 · Pion blanc sur case noire e5 · Pion noir sur case blanche e6 · Dame blanche sur case blanche c6 · Pion noir sur case noire g7 · Pion noir sur case noire a7 · Roi noir sur case blanche g8 · Tour noire sur case noire d8 | Roi blanc sur case blanche h1 · Tour blanche sur case blanche f1 · Tour noire sur case blanche d1 · Pion blanc sur case noire h2 · Pion blanc sur case noire g3 · Dame noire sur case blanche b3 · Pion noir sur case blanche g4 · Tour blanche sur case noire g5 · Pion noir sur case blanche f5 · Pion blanc sur case noire e5 · Pion noir sur case blanche e6 · Dame blanche sur case blanche c6 · Pion noir sur case noire g7 · Pion noir sur case noire a7 · Roi noir sur case blanche g8 · Tour noire sur case noire d8 | 5 |
| 6 | Roi blanc sur case blanche h1 · Tour blanche sur case blanche f1 · Tour noire sur case blanche d1 · Pion blanc sur case noire h2 · Pion blanc sur case noire g3 · Dame noire sur case blanche b3 · Pion noir sur case blanche g4 · Tour blanche sur case noire g5 · Pion noir sur case blanche f5 · Pion blanc sur case noire e5 · Pion noir sur case blanche e6 · Dame blanche sur case blanche c6 · Pion noir sur case noire g7 · Pion noir sur case noire a7 · Roi noir sur case blanche g8 · Tour noire sur case noire d8 | Roi blanc sur case blanche h1 · Tour blanche sur case blanche f1 · Tour noire sur case blanche d1 · Pion blanc sur case noire h2 · Pion blanc sur case noire g3 · Dame noire sur case blanche b3 · Pion noir sur case blanche g4 · Tour blanche sur case noire g5 · Pion noir sur case blanche f5 · Pion blanc sur case noire e5 · Pion noir sur case blanche e6 · Dame blanche sur case blanche c6 · Pion noir sur case noire g7 · Pion noir sur case noire a7 · Roi noir sur case blanche g8 · Tour noire sur case noire d8 | Roi blanc sur case blanche h1 · Tour blanche sur case blanche f1 · Tour noire sur case blanche d1 · Pion blanc sur case noire h2 · Pion blanc sur case noire g3 · Dame noire sur case blanche b3 · Pion noir sur case blanche g4 · Tour blanche sur case noire g5 · Pion noir sur case blanche f5 · Pion blanc sur case noire e5 · Pion noir sur case blanche e6 · Dame blanche sur case blanche c6 · Pion noir sur case noire g7 · Pion noir sur case noire a7 · Roi noir sur case blanche g8 · Tour noire sur case noire d8 | Roi blanc sur case blanche h1 · Tour blanche sur case blanche f1 · Tour noire sur case blanche d1 · Pion blanc sur case noire h2 · Pion blanc sur case noire g3 · Dame noire sur case blanche b3 · Pion noir sur case blanche g4 · Tour blanche sur case noire g5 · Pion noir sur case blanche f5 · Pion blanc sur case noire e5 · Pion noir sur case blanche e6 · Dame blanche sur case blanche c6 · Pion noir sur case noire g7 · Pion noir sur case noire a7 · Roi noir sur case blanche g8 · Tour noire sur case noire d8 | Roi blanc sur case blanche h1 · Tour blanche sur case blanche f1 · Tour noire sur case blanche d1 · Pion blanc sur case noire h2 · Pion blanc sur case noire g3 · Dame noire sur case blanche b3 · Pion noir sur case blanche g4 · Tour blanche sur case noire g5 · Pion noir sur case blanche f5 · Pion blanc sur case noire e5 · Pion noir sur case blanche e6 · Dame blanche sur case blanche c6 · Pion noir sur case noire g7 · Pion noir sur case noire a7 · Roi noir sur case blanche g8 · Tour noire sur case noire d8 | Roi blanc sur case blanche h1 · Tour blanche sur case blanche f1 · Tour noire sur case blanche d1 · Pion blanc sur case noire h2 · Pion blanc sur case noire g3 · Dame noire sur case blanche b3 · Pion noir sur case blanche g4 · Tour blanche sur case noire g5 · Pion noir sur case blanche f5 · Pion blanc sur case noire e5 · Pion noir sur case blanche e6 · Dame blanche sur case blanche c6 · Pion noir sur case noire g7 · Pion noir sur case noire a7 · Roi noir sur case blanche g8 · Tour noire sur case noire d8 | Roi blanc sur case blanche h1 · Tour blanche sur case blanche f1 · Tour noire sur case blanche d1 · Pion blanc sur case noire h2 · Pion blanc sur case noire g3 · Dame noire sur case blanche b3 · Pion noir sur case blanche g4 · Tour blanche sur case noire g5 · Pion noir sur case blanche f5 · Pion blanc sur case noire e5 · Pion noir sur case blanche e6 · Dame blanche sur case blanche c6 · Pion noir sur case noire g7 · Pion noir sur case noire a7 · Roi noir sur case blanche g8 · Tour noire sur case noire d8 | Roi blanc sur case blanche h1 · Tour blanche sur case blanche f1 · Tour noire sur case blanche d1 · Pion blanc sur case noire h2 · Pion blanc sur case noire g3 · Dame noire sur case blanche b3 · Pion noir sur case blanche g4 · Tour blanche sur case noire g5 · Pion noir sur case blanche f5 · Pion blanc sur case noire e5 · Pion noir sur case blanche e6 · Dame blanche sur case blanche c6 · Pion noir sur case noire g7 · Pion noir sur case noire a7 · Roi noir sur case blanche g8 · Tour noire sur case noire d8 | 6 |
| 7 | Roi blanc sur case blanche h1 · Tour blanche sur case blanche f1 · Tour noire sur case blanche d1 · Pion blanc sur case noire h2 · Pion blanc sur case noire g3 · Dame noire sur case blanche b3 · Pion noir sur case blanche g4 · Tour blanche sur case noire g5 · Pion noir sur case blanche f5 · Pion blanc sur case noire e5 · Pion noir sur case blanche e6 · Dame blanche sur case blanche c6 · Pion noir sur case noire g7 · Pion noir sur case noire a7 · Roi noir sur case blanche g8 · Tour noire sur case noire d8 | Roi blanc sur case blanche h1 · Tour blanche sur case blanche f1 · Tour noire sur case blanche d1 · Pion blanc sur case noire h2 · Pion blanc sur case noire g3 · Dame noire sur case blanche b3 · Pion noir sur case blanche g4 · Tour blanche sur case noire g5 · Pion noir sur case blanche f5 · Pion blanc sur case noire e5 · Pion noir sur case blanche e6 · Dame blanche sur case blanche c6 · Pion noir sur case noire g7 · Pion noir sur case noire a7 · Roi noir sur case blanche g8 · Tour noire sur case noire d8 | Roi blanc sur case blanche h1 · Tour blanche sur case blanche f1 · Tour noire sur case blanche d1 · Pion blanc sur case noire h2 · Pion blanc sur case noire g3 · Dame noire sur case blanche b3 · Pion noir sur case blanche g4 · Tour blanche sur case noire g5 · Pion noir sur case blanche f5 · Pion blanc sur case noire e5 · Pion noir sur case blanche e6 · Dame blanche sur case blanche c6 · Pion noir sur case noire g7 · Pion noir sur case noire a7 · Roi noir sur case blanche g8 · Tour noire sur case noire d8 | Roi blanc sur case blanche h1 · Tour blanche sur case blanche f1 · Tour noire sur case blanche d1 · Pion blanc sur case noire h2 · Pion blanc sur case noire g3 · Dame noire sur case blanche b3 · Pion noir sur case blanche g4 · Tour blanche sur case noire g5 · Pion noir sur case blanche f5 · Pion blanc sur case noire e5 · Pion noir sur case blanche e6 · Dame blanche sur case blanche c6 · Pion noir sur case noire g7 · Pion noir sur case noire a7 · Roi noir sur case blanche g8 · Tour noire sur case noire d8 | Roi blanc sur case blanche h1 · Tour blanche sur case blanche f1 · Tour noire sur case blanche d1 · Pion blanc sur case noire h2 · Pion blanc sur case noire g3 · Dame noire sur case blanche b3 · Pion noir sur case blanche g4 · Tour blanche sur case noire g5 · Pion noir sur case blanche f5 · Pion blanc sur case noire e5 · Pion noir sur case blanche e6 · Dame blanche sur case blanche c6 · Pion noir sur case noire g7 · Pion noir sur case noire a7 · Roi noir sur case blanche g8 · Tour noire sur case noire d8 | Roi blanc sur case blanche h1 · Tour blanche sur case blanche f1 · Tour noire sur case blanche d1 · Pion blanc sur case noire h2 · Pion blanc sur case noire g3 · Dame noire sur case blanche b3 · Pion noir sur case blanche g4 · Tour blanche sur case noire g5 · Pion noir sur case blanche f5 · Pion blanc sur case noire e5 · Pion noir sur case blanche e6 · Dame blanche sur case blanche c6 · Pion noir sur case noire g7 · Pion noir sur case noire a7 · Roi noir sur case blanche g8 · Tour noire sur case noire d8 | Roi blanc sur case blanche h1 · Tour blanche sur case blanche f1 · Tour noire sur case blanche d1 · Pion blanc sur case noire h2 · Pion blanc sur case noire g3 · Dame noire sur case blanche b3 · Pion noir sur case blanche g4 · Tour blanche sur case noire g5 · Pion noir sur case blanche f5 · Pion blanc sur case noire e5 · Pion noir sur case blanche e6 · Dame blanche sur case blanche c6 · Pion noir sur case noire g7 · Pion noir sur case noire a7 · Roi noir sur case blanche g8 · Tour noire sur case noire d8 | Roi blanc sur case blanche h1 · Tour blanche sur case blanche f1 · Tour noire sur case blanche d1 · Pion blanc sur case noire h2 · Pion blanc sur case noire g3 · Dame noire sur case blanche b3 · Pion noir sur case blanche g4 · Tour blanche sur case noire g5 · Pion noir sur case blanche f5 · Pion blanc sur case noire e5 · Pion noir sur case blanche e6 · Dame blanche sur case blanche c6 · Pion noir sur case noire g7 · Pion noir sur case noire a7 · Roi noir sur case blanche g8 · Tour noire sur case noire d8 | 7 |
| 8 | Roi blanc sur case blanche h1 · Tour blanche sur case blanche f1 · Tour noire sur case blanche d1 · Pion blanc sur case noire h2 · Pion blanc sur case noire g3 · Dame noire sur case blanche b3 · Pion noir sur case blanche g4 · Tour blanche sur case noire g5 · Pion noir sur case blanche f5 · Pion blanc sur case noire e5 · Pion noir sur case blanche e6 · Dame blanche sur case blanche c6 · Pion noir sur case noire g7 · Pion noir sur case noire a7 · Roi noir sur case blanche g8 · Tour noire sur case noire d8 | Roi blanc sur case blanche h1 · Tour blanche sur case blanche f1 · Tour noire sur case blanche d1 · Pion blanc sur case noire h2 · Pion blanc sur case noire g3 · Dame noire sur case blanche b3 · Pion noir sur case blanche g4 · Tour blanche sur case noire g5 · Pion noir sur case blanche f5 · Pion blanc sur case noire e5 · Pion noir sur case blanche e6 · Dame blanche sur case blanche c6 · Pion noir sur case noire g7 · Pion noir sur case noire a7 · Roi noir sur case blanche g8 · Tour noire sur case noire d8 | Roi blanc sur case blanche h1 · Tour blanche sur case blanche f1 · Tour noire sur case blanche d1 · Pion blanc sur case noire h2 · Pion blanc sur case noire g3 · Dame noire sur case blanche b3 · Pion noir sur case blanche g4 · Tour blanche sur case noire g5 · Pion noir sur case blanche f5 · Pion blanc sur case noire e5 · Pion noir sur case blanche e6 · Dame blanche sur case blanche c6 · Pion noir sur case noire g7 · Pion noir sur case noire a7 · Roi noir sur case blanche g8 · Tour noire sur case noire d8 | Roi blanc sur case blanche h1 · Tour blanche sur case blanche f1 · Tour noire sur case blanche d1 · Pion blanc sur case noire h2 · Pion blanc sur case noire g3 · Dame noire sur case blanche b3 · Pion noir sur case blanche g4 · Tour blanche sur case noire g5 · Pion noir sur case blanche f5 · Pion blanc sur case noire e5 · Pion noir sur case blanche e6 · Dame blanche sur case blanche c6 · Pion noir sur case noire g7 · Pion noir sur case noire a7 · Roi noir sur case blanche g8 · Tour noire sur case noire d8 | Roi blanc sur case blanche h1 · Tour blanche sur case blanche f1 · Tour noire sur case blanche d1 · Pion blanc sur case noire h2 · Pion blanc sur case noire g3 · Dame noire sur case blanche b3 · Pion noir sur case blanche g4 · Tour blanche sur case noire g5 · Pion noir sur case blanche f5 · Pion blanc sur case noire e5 · Pion noir sur case blanche e6 · Dame blanche sur case blanche c6 · Pion noir sur case noire g7 · Pion noir sur case noire a7 · Roi noir sur case blanche g8 · Tour noire sur case noire d8 | Roi blanc sur case blanche h1 · Tour blanche sur case blanche f1 · Tour noire sur case blanche d1 · Pion blanc sur case noire h2 · Pion blanc sur case noire g3 · Dame noire sur case blanche b3 · Pion noir sur case blanche g4 · Tour blanche sur case noire g5 · Pion noir sur case blanche f5 · Pion blanc sur case noire e5 · Pion noir sur case blanche e6 · Dame blanche sur case blanche c6 · Pion noir sur case noire g7 · Pion noir sur case noire a7 · Roi noir sur case blanche g8 · Tour noire sur case noire d8 | Roi blanc sur case blanche h1 · Tour blanche sur case blanche f1 · Tour noire sur case blanche d1 · Pion blanc sur case noire h2 · Pion blanc sur case noire g3 · Dame noire sur case blanche b3 · Pion noir sur case blanche g4 · Tour blanche sur case noire g5 · Pion noir sur case blanche f5 · Pion blanc sur case noire e5 · Pion noir sur case blanche e6 · Dame blanche sur case blanche c6 · Pion noir sur case noire g7 · Pion noir sur case noire a7 · Roi noir sur case blanche g8 · Tour noire sur case noire d8 | Roi blanc sur case blanche h1 · Tour blanche sur case blanche f1 · Tour noire sur case blanche d1 · Pion blanc sur case noire h2 · Pion blanc sur case noire g3 · Dame noire sur case blanche b3 · Pion noir sur case blanche g4 · Tour blanche sur case noire g5 · Pion noir sur case blanche f5 · Pion blanc sur case noire e5 · Pion noir sur case blanche e6 · Dame blanche sur case blanche c6 · Pion noir sur case noire g7 · Pion noir sur case noire a7 · Roi noir sur case blanche g8 · Tour noire sur case noire d8 | 8 |
|   | h | g | f | e | d | c | b | a |   |

Leinier Domínguez Pérez (2725) - Ivantchouk (2642), Mémorial Capablanca (La Havane), ronde 7, 11.05.2012
Ouverture : Défense scandinave (Code ECO : B01)
1.e4 d5 2.exd5 Dxd5 3.Cc3 Da5 4.d4 Cf6 5.Fd2 c6 6.Fd3 Fg4 7.f3 Fh5 8.Cge2 Cbd7 9.Cf4 Fg6 10.Cxg6 hxg6 11.De2 e6 12.Ce4 Fb4 13.c3 Fe7 14.g3 Cxe4 15.fxe4 Fg5 16.0–0 Fxd2 17.Dxd2 c5 18.Df2 0–0 19.e5 Tad8 20.Fe4 cxd4 21.cxd4 Cb8 22.Tad1 Cc6 23.Td3 Db6 24.Tfd1 Td7 25.Tb3 Da6 26.Ta3 Db5 27.Fxc6 bxc6 28.Tf1 f5 29.b3 Tfd8 30.Ta4 c5 31.dxc5 Td2 32.Df3 Dxc5+ 33.Rh1 Dc2 34.Tc4 Dxa2 35.Th4 g5 36.Th5 g4 37.Dc6 Dxb3 38.Tg5 Td1 0–1.